# Taoufik Ben Othman
Pour les articles homonymes, voir Ben Othman.
Taoufik Ben Othman (arabe : توفيق بن عثمان), né le 24 mars 1939 à Tunis, est un joueur et entraîneur de football tunisien.

## Biographie
Il commence sa carrière très jeune à l'Avenir musulman (futur club de l'Avenir sportif de La Marsa) et rejoint les différentes sélections juniors. En 1958-1959, il participe à la première accession de son club parmi l'élite puis sera toujours là pour l'aider à remporter les coupes et l'entraîner en cas de besoin.
Il sera désigné entraîneur de l'équipe nationale en 1985 et qualifie la sélection aux Jeux olympiques. Il compte au total 55 sélections en équipe nationale.
Après avoir entraîné plusieurs clubs, il est nommé adjoint d'Abdelmajid Chetali et participe à la qualification de la Tunisie à la coupe du monde 1978.